# Avenida Presidente Vargas
A Avenida Presidente Vargas é um dos principais logradouros do Rio de Janeiro e a principal via de acesso ao Centro do Rio para quem chega de qualquer ponto da Região Metropolitana. 

## História

Construção da avenida, em 1944.

Projetada por Getúlio Vargas, à época em que então era presidente do Brasil, enquanto a cidade do Rio de Janeiro ainda era Distrito Federal.
A avenida foi inaugurada em 7 de setembro de 1944. Para isso, inúmeros cortiços e casebres antigos, que faziam parte da zona do meretrício do Centro carioca, foram demolidos. Igrejas históricas como a São Pedro dos Clérigos e a São Domingos, também foram demolidas. Diversas ruas foram extintas: Rua General Câmara, Rua Visconde de Itaúna, Rua do Sabão, Rua Senador Euzébio e Rua de São Pedro. A Praça XI de Junho foi descaracterizada, deixando de ser o centro da boêmia cosmopolita carioca.
Em seu primeiro quilômetro, as edificações tem seu entorno uma altura máxima padrão de 70 metros. Na época, a avenida foi inspirada em similares vias levantadas pelo Partido Nazista na Alemanha, que eram conhecidos por seu rigor em padrões matemáticos.

Paço Municipal do Rio de Janeiro no final do século XIX, demolido para a construção da Avenida Presidente Vargas (Arquivo Nacional).

A avenida conecta a região da Leopoldina ao fim da Zona Norte à região da Igreja da Candelária em 3,5 quilômetros e quatro pistas de trânsito para veículos, cada pista contando com quatro vias para circulação dos veículos, sendo duas dessas quatro pistas no sentido Candelária, e as outras duas no sentido Zona Norte; tais pistas são irreversíveis. Ao meio da avenida, passa um canal do qual se desemboca o Rio Maracanã, nas proximidades da antiga Estação Leopoldina. Ele a segue em seu meio, até aproximar-se da Estação Central do Brasil, onde é desviado, dando lugar a um calçadão, que é ora para transeuntes, e ora para flores e árvores de pequeno porte.
A avenida é de suma importância para o centro da cidade do Rio de Janeiro, pois o corta perpendicularmente em sua maior parte, passando por importantes logradouros e vias, bem como Linha Vermelha e Avenida Brasil, nas proximidades da Zona Norte, e avenidas Rio Branco e Primeiro de Março, no sentido da Candelária. Elá dá assim, acesso às principais ruas do centro, e principais estabelecimentos comerciais. Podemos dizer assim que a avenida é a porta de entrada e saída do Centro, e liga indiretamente a Zona Norte, Sul e Oeste da cidade. Em outras palavras, ela é o "centro" do centro. Entre seus estabelecimentos, podemos destacar:

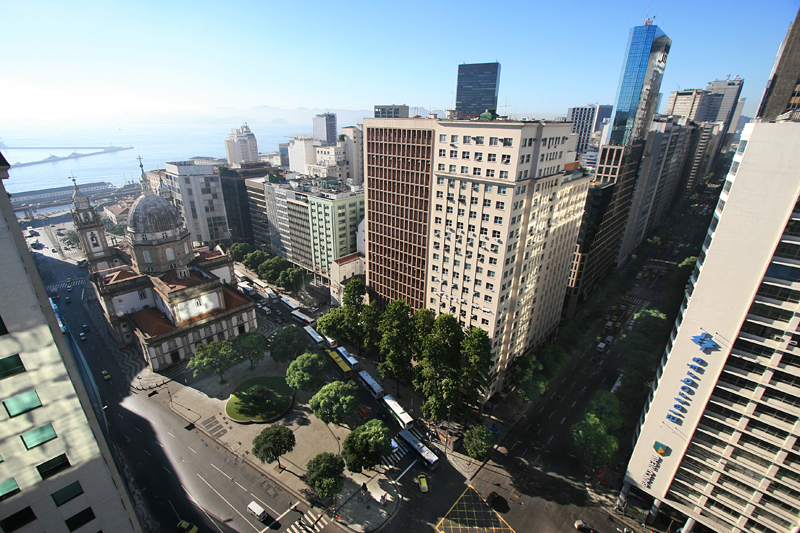
Cruzamento com a Avenida Rio Branco.

- comerciais: Estação Central do Brasil e o Camelódromo (Rua Uruguaiana), entre outros edifícios
- históricos: Praça Onze, Igreja da Candelária, Avenida Passos, Avenida Rio Branco, entre outros
- além de diversos edifícios residenciais

Por ser uma avenida de tamanho movimento, é servida por diversos meios de transporte, entre os quais podemos ressaltar:
- Rodoviário: perto de seu final, às proximidades da Estação da Leopoldina, encontra-se a Rodoviária do Rio de Janeiro, e também é servida por diversas linhas e empresas de ônibus, vindas de todas as outras zonas da cidade

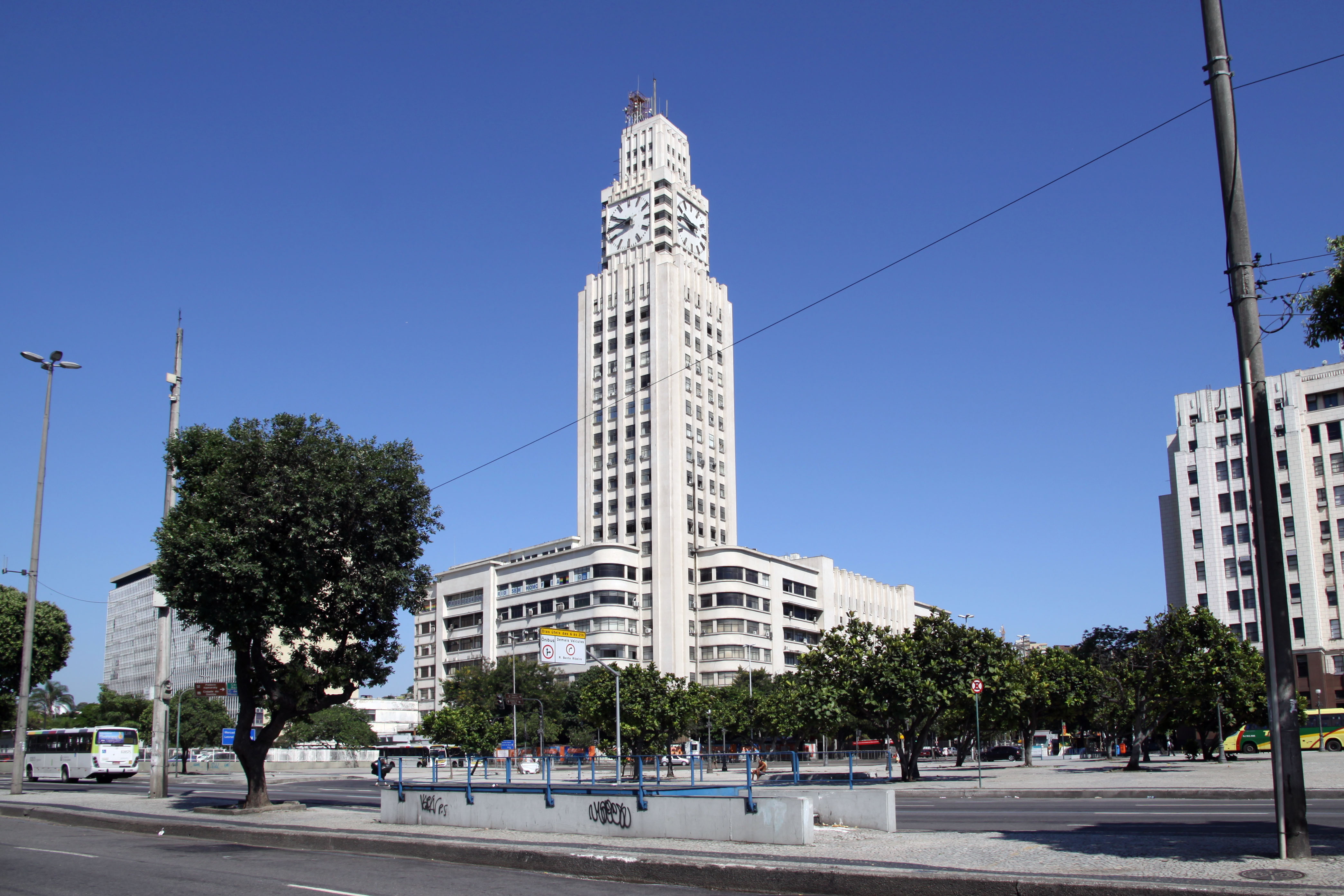
Estação Central do Brasil, vista da Avenida Presidente Vargas.

- Metroviário: sob a avenida passa a Linha 1 do Metrô carioca. As estações próximas à avenida são: Estação Uruguaiana, Estação Estácio, Estação Saara / Presidente Vargas, Estação Central do Brasil / Centro, Estação Praça Onze e Estação Cidade Nova, em frente à Prefeitura[2]
- Ferroviário: o principal ponto ferroviário da cidade encontra-se à margem direita de avenida: a Estação Central do Brasil. De lá, partem ramais intermunicipais e para diversos bairros da cidade. De Duque de Caxias a Santa Cruz, todos interligados pela Central
- VLT Carioca: nenhuma das paradas está fisicamente na avenida, mas o VLT atravessa a avenida em dois pontos: entre as paradas Candelária e São Bento (linhas 1 e 3), pela Avenida Rio Branco e as paradas Cristiano Ottoni/Pequena África e Saara (linhas 2 e 4), pela Praça da República/Campo de Santana

## Corredor cultural
Às margens da Avenida Presidente Vargas, podemos encontrar inúmeros ícones da capital fluminense.
Na Cidade Nova, encontram-se o Arquivo Geral do Rio de Janeiro, o Sambódromo da Marquês de Sapucaí, a Praça Onze, a sede da Prefeitura — Centro Administrativo São Sebastião (CASS) — o antigo prédio-sede dos Correios e a quadra da escola de samba São Clemente — embora seja de Botafogo, assim como a maioria seus componentes.
Na região da Central do Brasil, temos a estação homônima de trens metropolitanos, o Palácio Duque de Caxias e o Campo de Santana/Praça da República.
Na Rua Uruguaiana, temos a Sociedade de Amigos das Adjacências da Rua da Alfândega (SAARA) e o Mercado popular da Uruguaiana.